# Edward of Woodstock
Edward of Woodstock, benannt nach seinem Geburtsort, Prince of Wales und Aquitanien, bekannt als Der Schwarze Prinz (englisch The Black Prince), eigentlich aber Eduard Plantagenet; KG (* 15. Juni 1330 in Woodstock, Oxfordshire; † 8. Juni 1376 im Palace of Westminster, Middlesex) war der älteste der sieben Söhne von König Eduard III. und Königin Philippa und somit zukünftiger Thronfolger. Außerdem war er Vater des späteren Königs Richard II. Er wurde nach den englischen Königen Eduard I. (Urgroßvater), Eduard II. (Großvater) und Eduard III. (Vater) benannt.
Zeit seines Lebens war er bekannt für seine Ritterlichkeit und Tapferkeit im Kampf. Er galt als gefürchteter Heerführer im Hundertjährigen Krieg zwischen Frankreich und England und war in dieser Zeit eine Art Nationalheld. Er hatte das Glück, schon früh eine Reputation als mutiger Krieger und Anführer zu erlangen. Seine Stärken lagen im Zusammenhalt seiner Truppen und deren Inspiration sowie in der Erkenntnis, wie wichtig strategische Feldzugplanungen für den Erfolg sind.

## Leben

### Kindheit und frühe Jugend

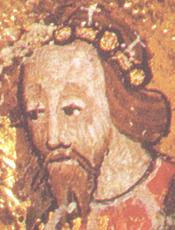
Der Schwarze Prinz (Darstellung von 1390)

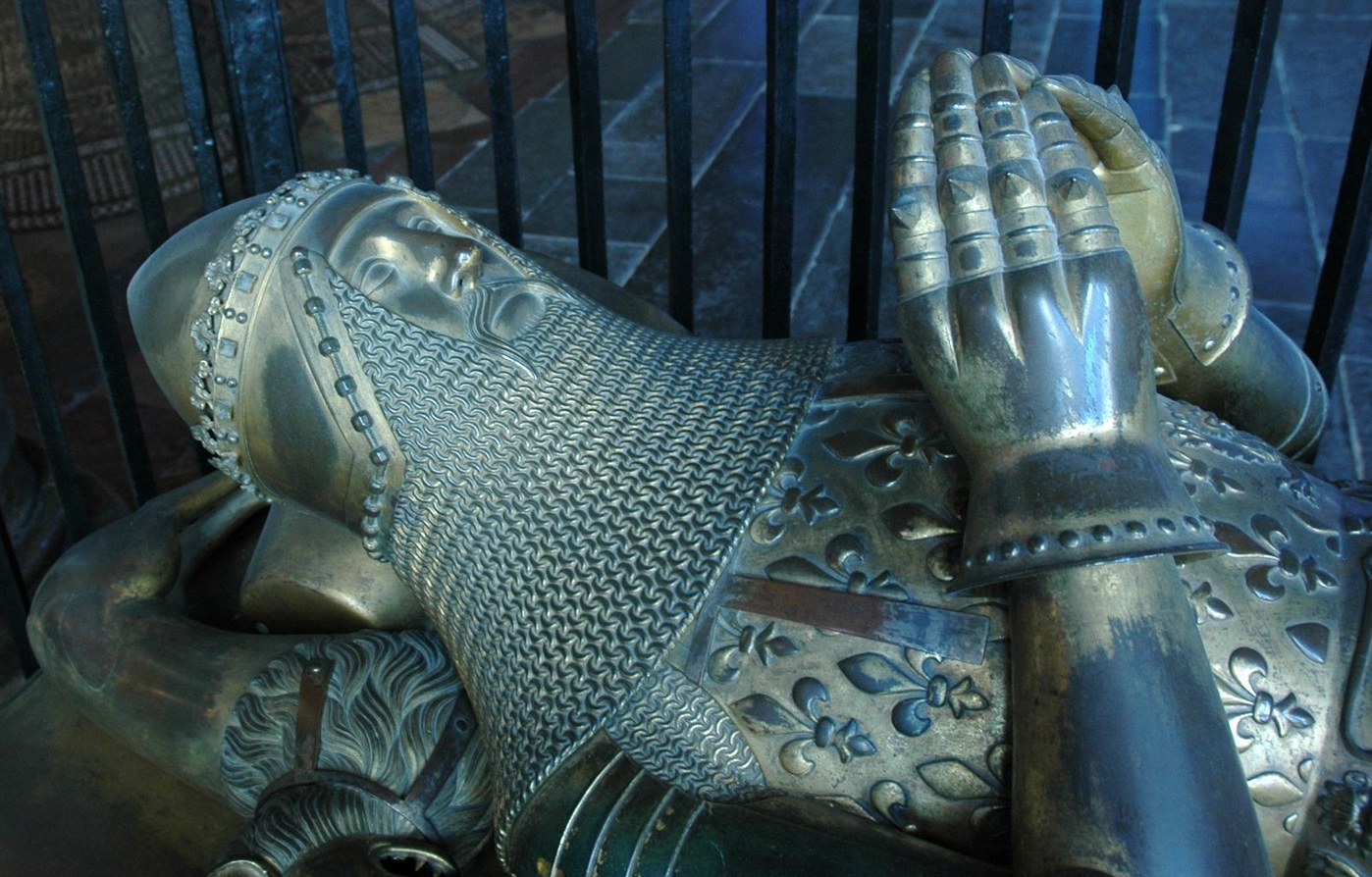
Grab Edwards of Woodstock in der Kathedrale von Canterbury

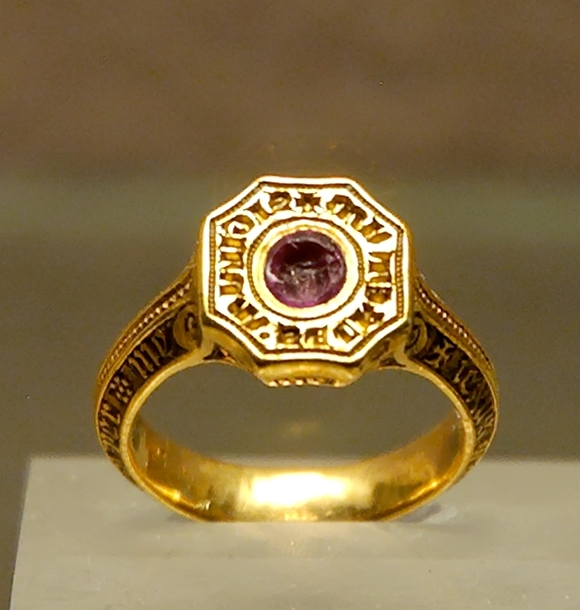
Siegelring Edwards aus dem Louvre

Edward wurde in politisch unruhige Zeiten hineingeboren. Das Königreich England wurde im Norden von den Schotten bedrängt und hatte schon fast ganz Irland verloren. Zudem hatte es viele seiner Besitzungen in Frankreich eingebüßt. Vieles dieser Misswirtschaft war auf Edward II. zurückzuführen, der nicht die politischen Fähigkeiten seines Vorgängers und Vaters besaß.
König Edward III. reiste also viel und sein Sohn verbrachte die ersten Jahre seines Lebens im Haushalt seiner Mutter Philippa. Unter den vielen Herrschaftssitzen verbrachte die Familie am meisten Zeit an seinem Geburtsort Woodstock. 1333 wurde Edward of Woodstock (3 Jahre alt) schon zum Earl of Chester ernannt. 1337 wurde er zudem Duke of Cornwall, und somit erster englischer Herzog überhaupt. Im Alter von ungefähr 7 Jahren lernte er lesen, schreiben, Latein und Arithmetik. Außerdem wurde er in ritterlichen Tugenden und militärischem Training wie Reiten und Fechten unterrichtet. Diese Erziehung sollte ihn sein ganzes Leben hindurch prägen. 1344 wurde er dann Fürst von Wales (Prince of Wales).

### Militärische Erfahrungen im Hundertjährigen Krieg
1345 begleitete er seinen Vater erstmals nach Übersee, zur Unterstützung Jakobs van Artevelde im Herzogtum Flandern. Der Konflikt mit Frankreich wurde immer drängender. Das englische Herrschaftsgebiet Aquitanien musste wiederholt gegen französische Einfälle verteidigt werden. So landete König Edward III. am 12. Juli 1346 mit einer Invasionsflotte in der Normandie.
1346 wurde der junge Prinz bei Saint-Vaast-la-Hougue zum Ritter geschlagen. Seinen ersten militärischen Erfolg errang er in der Schlacht von Crécy, die dem Sechzehnjährigen lebenslang den Ruhm eines vorbildlichen Ritters und Truppenführers einbrachte. Die Engländer setzten gegen die damals üblichen Armbrustschützen und schwer bewaffneten Reiter Langbogenschützen ein, was entscheidend zum Sieg in der Schlacht beitrug, die vielen als das Symbol für den Niedergang des mittelalterlichen Rittertums und den Beginn neuzeitlicher Kriegführung gilt. In der Schlacht von Crécy führte der Prince of Wales einen kompletten Flügel der englischen Schlachtordnung. Obwohl die Franzosen ihn massiv bedrängten, kämpfte der junge Prinz unter Lebensgefahr weiter und hielt seine Position, bis Verstärkung eintraf.
Nach der Schlacht soll der junge Prinz über das Schlachtfeld gestreift und auf die Leiche des blinden Königs Johann von Böhmen gestoßen sein, der sich trotz seiner Behinderung auf der Seite der Franzosen in das Schlachtgetümmel gestürzt hatte. Als der Schwarze Prinz die Leiche des blinden Königs fand, soll er dessen Helmschmuck, 3 Straußenfedern, und sein Motto Ich dien an sich genommen haben. Auf Gemälden wurde er seitdem zwar mit dem Helmschmuck dargestellt und auch das Motto Ich dien ist bis heute Bestandteil des Wappens des Prince of Wales, allerdings ist es unwahrscheinlich, dass sich die Geschichte so zugetragen hat. Es gibt keinen Beweis, dass König Johann zuvor dieses Motto nutzte. Auch wird in zahlreichen zeitgenössischen Berichten der Schlacht keine Verbindung zwischen dem Tod des böhmischen Königs und Prinz Edward erwähnt. Allerdings soll er an diesem Tag seinen Spitznamen Edouard le noir (Edward der Schwarze / Der Schwarze Prinz) von den Gegnern bekommen haben.
Im Winter 1346/47 erlebte der Schwarze Prinz zudem seine erste Belagerung. Die Engländer verlegten sich bei der Belagerung von Calais auf das Aushungern der Stadt. Nach der Einnahme der Stadt blieb die königliche Familie noch 2 Monate lang dort. In dieser Zeit tat sich der Schwarze Prinz mit Plünderungszügen in den umliegenden Provinzen hervor. König und Prinz kehrten anschließend mit reichlich Kriegsbeute und hochrangigen Gefangenen nach England zurück.
Nach einigen ruhigen Jahren in England brach der Prinz 1355 erneut über den Kanal auf, um Angriffe der Franzosen auf die Gascogne zu unterbinden. Als Statthalter der Guyenne und Eroberer von Bordeaux (1355) führte er einen Überraschungsfeldzug bis nach Narbonne. 1356 gipfelte diese Expedition in der Schlacht von Poitiers. Obwohl sich der Schwarze Prinz nach den Plünderungszügen eigentlich auf dem Rückzug nach Bordeaux befand, stellten ihn die Franzosen bei Poitiers. Zahlenmäßig unterlegen, gelang ihm jedoch ein spektakulärer Sieg. Im Verlauf der Schlacht konnten sogar der König von Frankreich Johann II. und dessen Sohn gefangen genommen werden.
Vermutlich 1348 stiftete König Eduard III. den Hosenbandorden und machte seinen Sohn, den Prince of Wales, im Zuge seines Sieges in der Seeschlacht von Winchelsea 1350, zu einem der ersten Mitglieder dieses noblen Ritterordens.

### Heirat und Nachkommen
Am 11. Oktober 1361 heiratete der Schwarze Prinz heimlich seine Tante zweiten Grades (sein Urgroßvater und ihr Großvater war Eduard I.) Joan of Kent, Erbtochter des Earl of Kent. Zu diesem Zeitpunkt war the fair maid of Kent, wie sie auch genannt wurde, 33 Jahre alt und somit zwei Jahre älter als ihr Gemahl. Zudem war sie bereits zuvor zweimal verheiratet gewesen und brachte vier Kinder in die neue Ehe mit. Es war allerdings keine politische Ehe, sondern Edward of Woodstock leistete sich den Luxus die Frau seiner Wahl zu heiraten. Es wird angenommen, dass dies aus gegenseitiger Liebe zueinander geschah. Die Ehe brachte die beiden Söhne Edward (1365–1371) und den späteren König Richard II. (1367–1400) hervor.
1362 ernannte ihn sein Vater zum Herzog von Aquitanien, wo er sich 1363 mit seiner Frau in der Guyenne niederließ. Sie hielten in Bordeaux einen prächtigen Hof, der viele Künstler und Wissenschaftler anzog.

### Der Krieg in Spanien und der Verlust Aquitaniens
1367 ergab sich für den Schwarzen Prinzen wieder eine Gelegenheit in einen Krieg zu ziehen. Er verbündete sich mit Peter I. von Kastilien und León gegen dessen Halbbruder Heinrich von Trastámara, der eine Revolte anführte. Die Franzosen ihrerseits unterstützten Heinrich. Bei dieser Übermacht sah der Schwarze Prinz die Gelegenheit für Peter I. einzustehen und seinen Einfluss in Spanien somit auszubauen. Als eine militärische Meisterleistung gilt seine Überquerung der Pyrenäen mit der Armee. In der Schlacht von Nájera im April 1367 errang seine Armee einen Sieg. Als Belohnung erhielt er einen übergroßen afghanischen Spinell zum Geschenk, der noch heute an der britischen Staatskrone befestigt ist. Allerdings ließ er den gefangenen französischen Marschall Du Guesclin gegen ein Lösegeld frei. Dieser konnte nun erneut Heinrich militärisch unterstützen. Dies half, die spanische Expedition des Prinzen scheitern zu lassen. Danach verbrachte das Heer den Sommer in Valladolid. Hier grassierte eine Krankheit, man vermutet Malaria oder Amöbenruhr.
Auch Edward erkrankte, ohne sich davon zu erholen. Seitdem konnte er allenfalls aus einer Sänfte heraus seine Truppen im Feld führen.
Hinzu kam eine finanzielle Schieflage. Der Krieg und die Armee verschlangen viel Geld. Über die bestehenden Steuern in Aquitanien war dies nicht zu stemmen. So erließ Prinz Edward 1368 auf fünf Jahre eine harte Herdsteuer. Hierbei zeigte er kein Feingefühl, denn daraus erwuchs eine von Frankreichs König angeheizte Revolte der Barone in der Gascogne unter dem Herzog von Armagnac. Somit wurde die Sicherung des Herrschaftsgebiets Aquitanien erneut wichtig. Der Schwarze Prinz beauftragte 1369 seinen Vertrauten Sir John Chandos mit dieser Aufgabe. Doch gleich zwei Schicksalsschläge erschütterten den Schwarzen Prinzen im selben Jahr. Seine Mutter Königin Philippa von Hennegau, zu der er immer eine innige Verbindung gehabt hatte, starb ebenso wie sein Vertrauter Sir John Chandos, der im Kampf fiel.
Marschall Du Guesclin war 1370 zudem aus Spanien zurückgekehrt. Unter seiner militärischen Führung wurden die Franzosen immer siegreicher. Der letzte Kriegserfolg des Schwarzen Prinzen war seine Einnahme von Limoges im selben Jahr. Durch den klugen Einsatz von Pionieren gelang es nach einem Monat eine Bresche in die Mauer zu sprengen. Weil er sich vom Bischof der Stadt verraten fühlte, befahl er ein Massaker bei dem laut Quellen 3000, laut heutiger Einschätzung 300, Bürger niedergemetzelt wurden.
Sein geliebter Sohn Edward starb ein Jahr später. Nun musste dessen jüngerer Bruder den klar favorisierten Thronfolger ersetzen. 1371 zog der Schwarze Prinz sich nach England zurück. Auch sein Vater Edward III. war stark gealtert. Der Prince of Wales wollte in der inländischen Politik nun mehr Verantwortung übernehmen. Er war auch nicht mit den Verhandlungen seines Bruders John of Gaunt und der französischen Krone über den Status von Aquitanien zufrieden. Ab 1372 planten die Engländer deshalb noch zwei große Aktionen der Rückeroberung, die aber beide scheiterten.

### Tod
Nach dem Verlust von Aquitanien waren sowohl Edward of Woodstock als auch sein Vater der König gebrochen. Der Schwarze Prinz konzentrierte sich nur noch darauf, die zukünftige Stellung seines zweiten Sohnes Richard durchzusetzen. Im April 1376 hielt der Prinz sein letztes Parlament. In seinen letzten Tagen zog er sich dann in seinen Palast nach Westminster zurück, um in der Nähe seines Vaters und dessen Ärzten zu sein. Im Juni 1376 starb er schließlich. Sein Sarg und seine Rüstung können bis heute in der Kathedrale von Canterbury bestaunt werden.

## BeinameSchwarzer Prinz
Edward of Woodstock ist heute vor allem mit seinem Beinamen Schwarzer Prinz  bekannt. Ob er diesen bereits zu Lebzeiten trug, ist nicht nachweisbar. In Schriftquellen wird der Name Schwarzer Prinz erst etwa 160 Jahre nach seinem Tod in Aufzeichnungen des Bibliothekars John Leland aus den 1530er bis frühen 1540er Jahren genannt. Ebenso unklar ist der Ursprung des Namens, worüber viele Theorien diskutiert werden. Wahrscheinlich geht der Name auf seinen Wappenschild und seine Rüstung zurück, welche angeblich von schwarzer Farbe gewesen sein sollen und von der Teile heute noch in der Kathedrale von Canterbury zu besichtigen sind, jedoch ist ebenfalls nicht gesichert, dass Edward zu Lebzeiten schwarzes Rüstzeug trug. Nach anderen Meinungen geht der Name auf Edwards Ruf als brutaler Heerführer, vor allem bei der Einnahme von Limoges, zurück. Andererseits war er bei Freund und Feind für seinen ritterlichen Charakter bekannt.